# Herman Schaepman

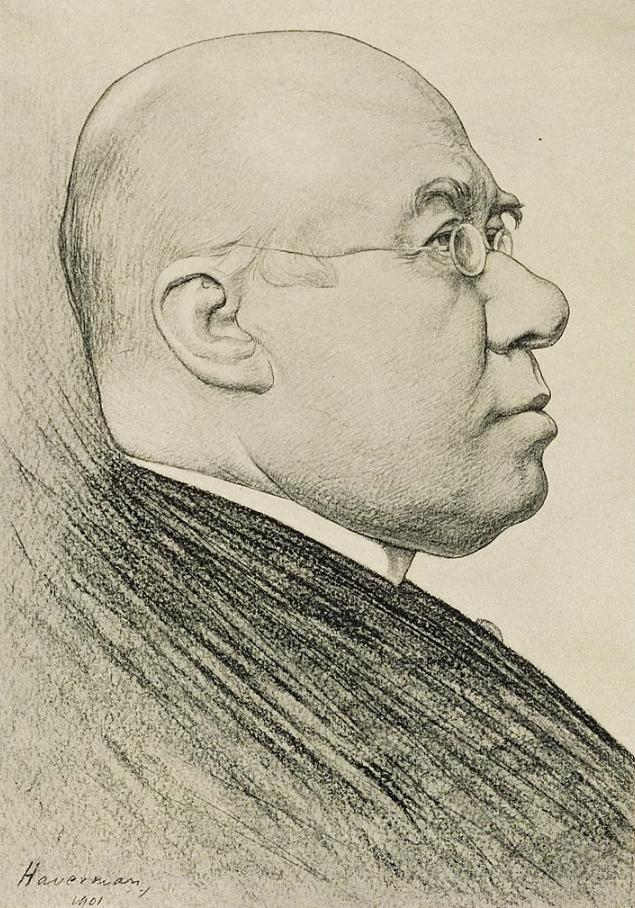
Herman Schaepman

Hermanus (Herman) Johannes Aloysius Maria Schaepman, född 2 mars 1844 i Tubbergen, Overijssel, död 21 januari 1903 i Rom, var en nederländsk romersk-katolsk präst, politiker och författare.
Schaepman prästvigdes 1867 och promoverades 1869 till teologie doktor i Rom och blev 1870 lärare vid seminariet i Rijsenburg. Sedan 1880 ledamot av Generalstaternas andra kammare, verkade han där för romerskt-katolskt inflytande över skolväsendet. Han uppsatte 1871 (med Willem Jan Frans Nuyens) den romersk-katolska tidskriften "Onze wachter", som fortsatte till 1884. Schaepman utnämndes 1902 till apostolisk protonotarie. De paus (1866), De eeuw en haar koning (1867) och Aya Sofia (1886) kan nämnas bland hans dikter, som samlades i Verzamelde dichtwerken (1887; femte upplagan 1899).